# 녹틸리앙

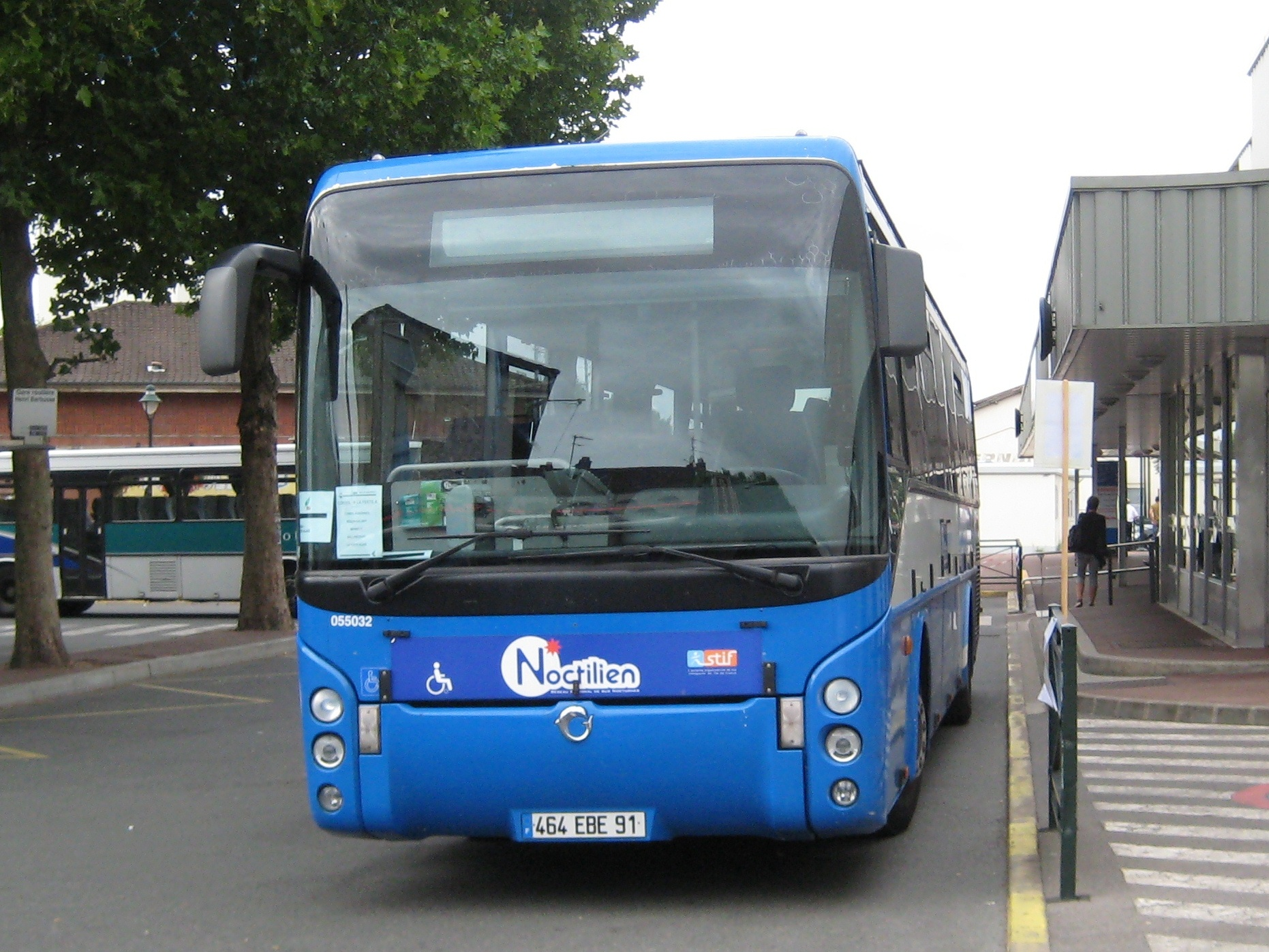
녹틸리앙 도색의 버스

녹틸리앙 로고

녹틸리앙(Noctilien)은 STIF(fr)의 주도하에 파리 대도시권에서 운행되고 있는 심야 버스로, RATP(fr)와 SNCF에 의해 0시 30분부터 5시 30분 사이에 운행되고 있다.

## 연혁
녹틸리앙은 2005년 9월 21일에 RATP가 운영하던 녹탕뷔스(Noctambus)와 SNCF가 운영하던 야간 버스(Bus de nuit)를 통합하여 성립되었고, 이후 2006년 4월과 2009년 6월의 두 차례에 걸친 노선 확장을 거쳐 2012년 12월 현재 48개 노선이 운행되고 있다.

## 노선 개요
녹틸리앙의 노선망은 기본적으로 파리의 중요 5개역(몽파르나스 역, 리용 역, 파리 동역, 생 라자르 역, 샤틀레 레 알 역)을 중심으로 교외로 뻗어나가는 형태이다. 노선 번호는 밤을 뜻하는 Nuit의 첫 글자를 붙여 Nxx로 부여되는데, 노선번호는 운행 지역에 따라 나뉜다.
- 100의 자리 : 100번대 노선은 기본적으로 SNCF가 운행하며, 운행거리도 상대적으로 길어 직행 사양의 버스가 투입된다.
- 10의 자리
  - 0 : 내부 순환선
  - 1 : 파리를 관통하여 교외와 교외를 잇는 노선(기본적으로 샤틀레 레 알 역을 경유)
  - 2 : 샤틀레 레 알 역을 기점으로 하는 노선
  - 3 : 리용 역을 기점으로 하는 노선(N135 제외)
  - 4 : 파리 동역을 기점으로 하는 노선
  - 5 : 생 라자르 역을 기점으로 하는 노선
  - 6 : 몽파르나스 역을 기점으로 하는 노선

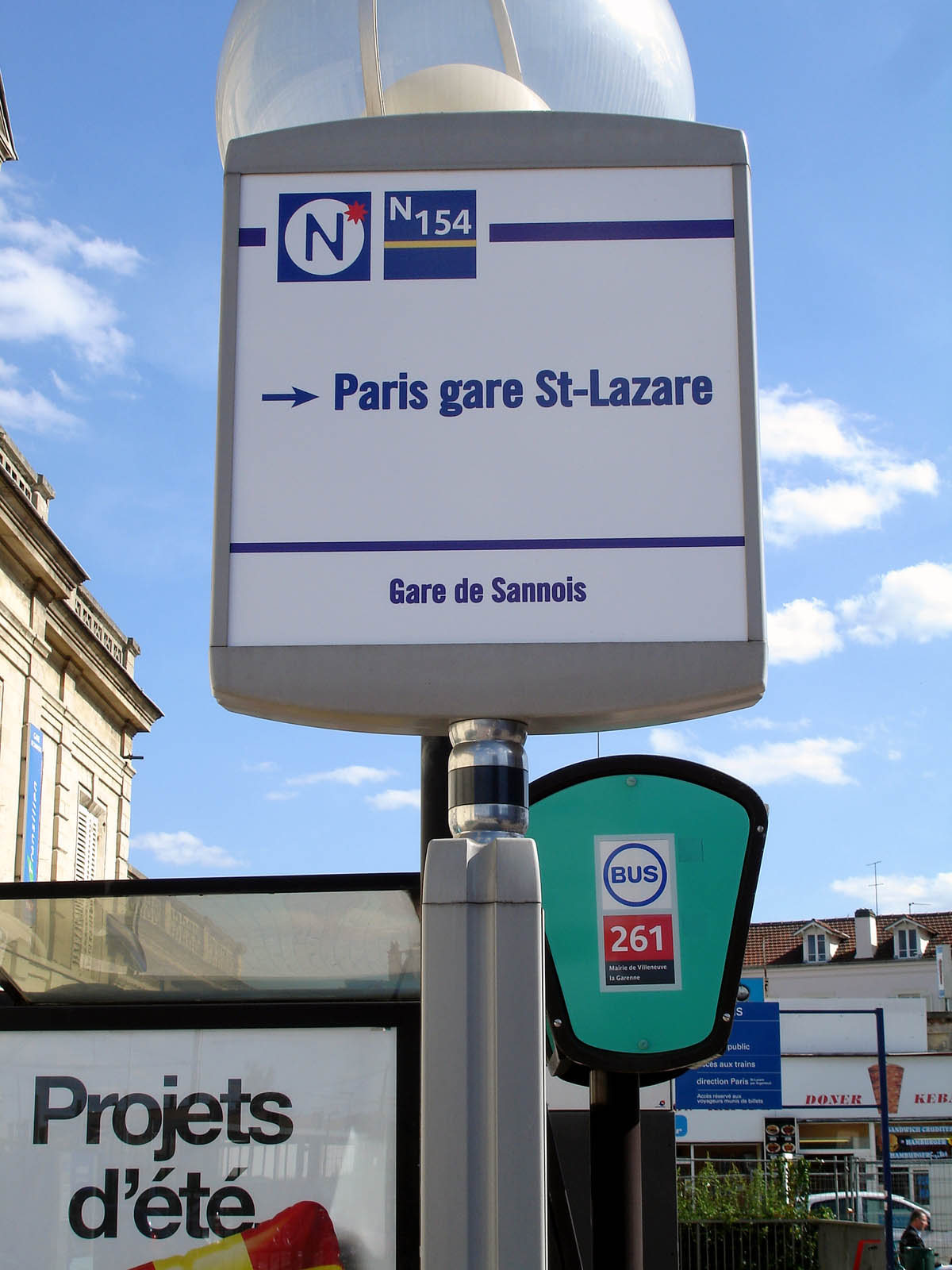
녹틸리앙 정류장의 안내 폴

  - 7 : 기타 노선

### 10번대 노선
- N11 : 뇌이 교(Pont de Neuilly) ↔ 뱅센느 성(Château de Vincennes)
- N12 : 로맹빌 카르노(Romainville Carnot) ↔ 세브르 교(Pont de Sèvres)
- N13 : 보비니 파블로 피카소(Bobigny Pablo Picasso) ↔ 이시 시청(Mairie d'Issy)
- N14 : 부르 라 렌 RER 역(Bourg La Reine RER) ↔ 생투앙 시청(Mairie de Saint-Ouen)
- N15 : 빌쥬이프 루이 아라공(Villejuif Louis Aragon) ↔ 가브리엘 페리 아니에르 쥬느빌리에(G.Péri Asnières Gennevilliers)
- N16 : 르발루아 교(Pont de Levallois) ↔ 몽뢰이 시청(Mairie de Montreuil)

### 20번대 노선
- N21 : 샤틀레(Châtelet) ↔ 실리 마자랭 RER 역(Chilly-Mazarin RER)
- N22 : 샤틀레(Châtelet) ↔ 렁지스 국제시장(Marché international de Rungis)
- N23 : 샤틀레(Châtelet) ↔ 셸 구르네 RER 역(Chelles - Gournay RER)
- N24 : 샤틀레(Châtelet) ↔ 브종 그랑 세르프(Bezons Grand Cerf)
- N122 : 샤틀레(Châtelet) ↔ 생 레미 레 쉐브뢰즈 RER 역(Saint-Rémy-lès-Chevreuse RER)

### 30번대 노선
- N31 : 리용 역(Gare de Lyon) ↔ 쥬비지 RER 역(Juvisy RER)
- N32 : 리용 역(Gare de Lyon) ↔ 부와시 생 레졔 RER 역(Boissy-Saint-Léger RER)
- N33 : 리용 역(Gare de Lyon) ↔ 빌리에 쉬르 마른 RER 역(Villiers-sur-Marne RER)
- N34 : 리용 역(Gare de Lyon) ↔ 토르시 RER 역(Torcy RER)
- N35 : 리용 역(Gare de Lyon) ↔ 노쟝 르 페뢰 RER 역(Nogent - Le Perreux RER)
- N130 : 리용 역(Gare de Lyon) ↔ 마른 라 발레 셰시 RER 역(Marne-la-Vallée Chessy RER)
- N131 : 리용 역(Gare de Lyon) ↔ 브레티니 RER 역(Brétigny RER)
- N132 : 리용 역(Gare de Lyon) ↔ 묄랑 RER 역(Melun RER)
- N133 : 리용 역(Gare de Lyon) ↔ 쥬비지 RER 역(Juvisy RER)
- N134 : 리용 역(Gare de Lyon) ↔ 콩 라 빌 캥시 RER 역(Combs-la-Ville - Quincy RER)

### 40번대 노선
- N41 : 파리 동역(Gare de l'Est) ↔ 세브랑 리브리 RER 역(Sevran - Livry RER)
- N42 : 파리 동역(Gare de l'Est) ↔ 올네이 수 부와 가로노르(Aulnay-sous-Bois Garonor)
- N43 : 파리 동역(Gare de l'Est) ↔ 사르셀 생 브리스 역(Gare de Sarcelles - Saint-Brice)
- N44 : 파리 동역(Gare de l'Est) ↔ 피에르피트 스탱 RER 역(Pierrefitte Stains RER)
- N45 : 파리 동역(Gare de l'Est) ↔ 몽페르메이 병원(Hôpital de Montfermeil)
- N140 : 파리 동역(Gare de l'Est) ↔ 샤를 드 골 공항(Aéroport de Roissy-CDG)
- N141 : 파리 동역(Gare de l'Est) ↔ 모 역(Gare de Meaux)
- N142 : 파리 동역(Gare de l'Est) ↔ 투르낭 역(Gare de Tournan)
- N143 : 파리 동역(Gare de l'Est) ↔ 샤를 드 골 공항(Aéroport de Roissy-CDG)
- N144 : 파리 동역(Gare de l'Est) ↔ 코르베이 에손 역(Gare de Corbeil-Essonnes)
- N145 : 파리 동역(Gare de l'Est) ↔ 라 베르에르 역(Gare de La Verrière)

### 50번대 노선
- N51 : 생 라자르 역(Gare Saint-Lazare) ↔ 앙기앙 레 뱅 역(Gare d'Enghien-Les-Bains)
- N52 : 생 라자르 역(Gare Saint-Lazare) ↔ 아르장퇴이 RER 역(Argenteuil RER)
- N53 : 생 라자르 역(Gare Saint-Lazare) ↔ 낭테르 유니베르시테 RER 역(Nanterre-Université RER)
- N150 : 생 라자르 역(Gare Saint-Lazare) ↔ 세르지 르 오 RER 역(Cergy-Le-Haut RER)
- N151 : 생 라자르 역(Gare Saint-Lazare) ↔ 망트 라 죨리 역(Gare de Mantes-la-Jolie)
- N152 : 생 라자르 역(Gare Saint-Lazare) ↔ 세르지 르 오 RER 역(Cergy-Le-Haut RER)
- N153 : 생 라자르 역(Gare Saint-Lazare) ↔ 생 제르맹 RER 역(Saint-Germain RER)
- N154 : 생 라자르 역(Gare Saint-Lazare) ↔ 몽티니 보샹 역(Gare de Montigny - Beauchamp)

### 60번대 노선
- N61 : 몽파르나스 역(Gare Montparnasse) ↔ 벨리지 빌라쿠블레 시청(Vélizy-Villacoublay Hôtel de Ville)
- N62 : 몽파르나스 역(Gare Montparnasse) ↔ 로뱅송 RER 역(Robinson RER)
- N63 : 몽파르나스 역(Gare Montparnasse) ↔ 마시 팔레조 RER 역(Massy - Palaiseau RER)
- N66 몽파르나스 역(Gare Montparnasse) ↔ Vélizy-Villacoublay - Robert Wagner

### 기타 노선
- N01, N02 : 샤틀레 레 알 역을 제외한 나머지 4개 역을 잇는 순환선으로, N01은 시계방향으로, N02는 반시계방향으로 각각 운행된다.
- N71 : 생 모르 크레테이 역(Gare de Saint-Maur - Créteil) ↔ 렁지스 국제시장(Marché international de Rungis)
- N135 : 빌뇌브 생 죠르쥬 역(Gare de Villeneuve-Saint-Georges) ↔ 코르베이 에손 역(Gare de Corbeil-Essonnes)
  - N71과 N135는 교외와 교외를 잇는 노선으로, N71은 교외 남부와 남동부를 잇는 노선이며 N135는 N132나 N134의 지선 격인 노선이다.

## 운임 체계
파리 지하철과 버스에서 사용되는 승차권(ticket t+)을 기본으로 사용한다.
- 파리를 관통하여 이동할 경우 출발지와 목적지 중 더 번호가 큰 구역 만큼의 승차권
- 그 외는 동일 구역 내는 한 장, 타 구역으로 진출할 때마다 한장씩 추가
- SNCF가 운행하는 노선에서는 SNCF가 발행한 승차권을 사용할 수 있다.
- 환승 연결/할인 제도는 없으며 갈아탈 때마다 새로 운임을 지불해야 한다.